# Visant Seité
Pour les articles homonymes, voir Seité.
Œuvres principales
- Lexique breton-français et français-breton 
Geriadur Brezoneg-Galleg ha Galleg-Brezoneg
- Le breton par l’image (méthode de langue, 1975)
- Ar marh reiz. E Bro-Leon gwechall (1985)
- O pourmen dre Vreiz Izel (1998)

Compléments
- Fondateur du cours par correspondance Ar Skol dre Lizer
- Secrétaire général du Bleun-Brug de 1951 à 1964

Visant Seité (1908-1993), né à Cléder dans le Nord-Finistère (Léon), était frère de Ploërmel et instituteur dans l'enseignement catholique. Professeur de breton, auteur de nombreux ouvrages d'enseignement du breton, fondateur du cours de breton par correspondance Ar Skol dre Lizer, il a été secrétaire général du Bleun-Brug de 1951 à 1964.

## Biographie
Instituteur à l'école Saint-Germain de Pleyben en 1928, sous le nom de « frère Méloir », puis à l'école Saint-Joseph de Landerneau en 1933, il est nommé directeur de l'école Sainte-Barbe de Roscoff en 1938, avant d'assurer la direction de l'école Saint-Jean à Tréboul de 1947 à 1953.
Comme le note le frère L. Stéphan, « dès sa première année d'école, il [Visant Seité] a voulu donner sa place au breton dans son enseignement : d'abord pour faciliter l'apprentissage du français tout d'abord, et aussi, pour donner à ses élèves une connaissance de la langue de leur pays et la leur faire aimer. Il fallait du courage à cette époque pour s'affirmer partisan du breton. Visant ne trouve autour de lui à cet égard qu'indifférence ou mépris », la plupart des instituteurs pensant qu'il était impossible d'enseigner à la fois les deux langues. En revanche, il bénéficie du soutien de François Vallée, personnage central des études linguistiques et du mouvement breton catholique naissant.
Très attaché à l'abbé Yann-Vari Perrot, « dont il était devenu comme le fils spirituel et qu'il avait fréquenté intimement à Scrignac, à Coatkéo et ailleurs », il fut pendant une vingtaine d'années, de 1945 à 1964, la cheville ouvrière du mouvement Bleun-Brug (secrétaire administratif en 1945, secrétaire général en 1951) ainsi que des revues Kroaz-Breiz puis Bleun-Brug qui avaient pris la suite de Feiz ha Breiz. Il y côtoie le chanoine Visant Favé, ainsi que les frères enseignants Corentin Riou, Laurent Stéphan, Hervé Danielou, qui opteront comme lui pour l'orthographe universitaire du breton ou skolveurieg, mise au point par le chanoine François Falc'hun.
Visant Seité rédigea plusieurs méthodes d'apprentissage du breton, et donna également de 1969 à 1982 des cours de breton à la radio (sur Radio Brest, devenue Radio Armorique), avec des cours d'accompagnement publiés dans le journal Le Télégramme de Brest.
Visant Seité dirigea le cours de breton par correspondance Ar Skol dre Lizer pendant une grande partie de sa vie, et permit ainsi à de nombreuses personnes d'apprendre la langue bretonne.
Son Lexique breton-français et français-breton rédigé avec Laurent Stéphan, édité chez Emgleo Breiz, a connu une grande diffusion, et vingt-neuf éditions.
Le frère Visant Seité a également publié des poèmes dans les revues Feiz ha Breiz, Bleun-Brug et Brud Nevez, traduit des psaumes et écrit des cantiques bretons mis en musique par son ami l'abbé Roger Abjean.

## Publications

### Méthodes de breton
- Me a zesk brezoneg, avec C. Ugen, 1941, 1942.
- Yéz hon Tadou, avec Laurent Stéphan, 1949.
- Deskom brezoneg, avec Laurent Stéphan, illustrations de Pierre Péron, Édition F. C. B. Emgleo Breiz, Brest, 1957 ; Emgleo Breiz, 1996,  (ISBN 2-900828-96-1).
- Lexique breton-français et français-breton. Geriadurig brezoneg-galleg ha galleg-brezoneg, avec Laurent Stéphan,
  - 1re édition, F. C. B. Emgleo Breiz, 1956,
  - 29e édition, Emgleo Breiz, 2011, avec un nouveau titre : Dictionnaire Breton-Français, Français-Breton.
- Le breton par l’image
  - 1re édition, 1944
  - 2e édition, Emgleo Breiz, 1962.
  - réédition 1973.
  - éditions Brud Nevez, 1985.
  - éditions Emgleo Breiz, 1998.
- Le breton par les ondes. Ar Brezoneg dre radio, méthode de breton pour les débutants, tome 1, Emgleo Breiz, 1975 (réédité par Emgleo Breiz en 2009 sous le titre : Brezoneg beo. Méthode de breton pour débutants, tome 1).
- Le breton par les ondes. Ar brezoneg dre radio, tome 2, Emgleo Breiz, 1975.
- Brezoneg beteg penn : ar hemmaduriou, les mutations, Emgleo Breiz, 1999.

### Livres en breton
- Ar marh reiz. E Bro-Leon gwechall [« Le cheval docile. Dans le Léon autrefois »][5], illustrations de Joël-Jim Sévellec, Emgleo Breiz, 1985,  (ISBN 2-900828-02-3).
- Darvoudou brezel va Horn-Bro : 1944 - Rozko - Kastell-Paol - Santeg - Kleder [« Les événements de la guerre de mon pays de Roscoff, Saint-Pol-de-Léon, Santec, Cléder, en 1944 »], Emgleo Breiz, Ar Skol dre Lizer, 1987.
- O pourmen dre Vreiz Izel [« En se promenant en Basse-Bretagne »]: Levrenn genta [« tome 1 »], Emgleo Breiz, 1998  (ISBN 2-911210-02-6), Eil levrenn [« tome 2 »], Emgleo Breiz, 1998  (ISBN 2-911210-03-4).